# Plan ogólnego zagospodarowania przestrzennego Poznania (1994)
Plan ogólnego zagospodarowania przestrzennego Poznania (1994) – koncepcja rozwoju urbanistycznego Poznania zatwierdzona uchwałą nr X/58/II/94 Rady Miejskiej z dnia 6 grudnia 1994. Uchylała wcześniejszą koncepcję, zatwierdzoną 22 sierpnia 1975.
Głównym autorem koncepcji był, podobnie jak w 1975, Tadeusz Gałecki (wraz z zespołem). Istotą planu był powrót do modelu rozwoju radialno-koncentrycznego, z uwzględnieniem istnienia klinów zieleni, a zatem do stanu sprzed 1975. Lata 1975-1990, kiedy to obowiązywał poprzedni plan, zakładający rozwój pasmowy, pozostawiły nieodwracalne zmiany w wielu częściach miasta, zwłaszcza w północnym paśmie rozwojowym (od Piątkowa do Moraska i dalej). Podstawową tezą opracowania z 1994 było maksymalne wykorzystanie istniejącego potencjału miasta, jego niezabudowanych obszarów i przestrzeni możliwych do realizacji plombowych. W odróżnieniu od planu z 1975, nie zakładano gigantycznych wartości w przyroście liczby mieszkańców miasta (do 2010 - do 620.000 osób). Nie przewidywano działań ekspansywnych i wykraczania poza obszar granic miejskich, za to planowano poprawianie infrastruktury. Wyznaczono trzy koncentryczne strefy rozwojowe: śródmiejską, pośrednią i kontaktów zewnętrznych. Ostatecznie w 2004, uchwałą sejmu, unieważniono wszystkie w kraju plany zagospodarowania zatwierdzone przed rokiem 1995, a zatem i poznański. Nastało kilka lat bezplanowego rozwoju przynoszącego często wydatne szkody przestrzenne w wielu miastach. W 2008 uchwalono Studium uwarunkowań i kierunków zagospodarowania przestrzennego miasta Poznania, będące dalszym wyznacznikiem rozwojowym miasta.